# Al-Múndhir (I) ibn Numan ibn Imri-l-Qays
Al-Múndhir (I) ibn Numan ibn Imri-l-Qays (àrab: المنذر بن النعمان بن امرئ القيس, al-Munḏir b. an-Nuʿmān b. Imrʾ al-Qays) fou rei dels làkhmides d'Aràbia de vers el 431 al 473. Tradicionalment se li assigna un regnat d'uns 44 anys. La seva mare era Hind bint Zayd-Manāt ibn Zayd-Allah al-Ghassani
Yazdegerd I que tenia magnífiques relacions amb el seu pare, Numan, li va enviar a aquest al seu fill Bahram Gor (Bahram V) per criar-lo i educar-lo a la seva cort. A la mort de Isdigerdes I la noblesa va reclamar a Bahram i al-Mundhir el va acompanyar a Pèrsia amb 20.000 homes. En arribar a Ctesifont molts nobles se li van unir i va acabar agafant el poder el 421. A causa dels maltractaments dels cristians, els aquemènides i els romans d'Orient van entrar en guerra i Numan va participar en la lluita del 421-422 encara que segurament era només príncep hereu. Al-Mundhir, que havia estat cristià, va donar suport a la persecució dels cristians i es va declarar pagà. Els romans d'Orient assetjaren Nisibin i Bahram i al-Mundhir van anar a la zona per fer aixecar el setge; després es van dirigir a terres romanes d'Orient i van assolar diversos territoris arribant fins a Antioquia on al-Mundhir fou derrotat per Vitià (Vitianus). L'any següent va tornar a creuar l'Eufrates però en el pas moltes de les seves forces es van ofegar (les fonts siríaques diuen que 70.000 homes i Sòcrates parla de 100.000, però la realitat seria inferior). El 422, els aquemènides i els romans d'Orient van signar la pau.
El 457 els làkhmides van atacar Beth Hur prop d'Harram, domini romà d'Orient, i van fer presoners els seus habitants.
Hauria mort vers el 473 i el va succeir el seu fill al-Àswad ibn al-Múndhir ibn Numan (473-493).